# 苏凤文 (天主教)
苏凤文（苏发旺，Bishop Edmond-François Guierry, C.M.，1825年7月4日—1883年8月8日）遣使会会士，罗马天主教主教。
1825年7月4日，苏凤文生于法国马尼，1851年6月14日成为遣使会神甫。1864年9月22日任直隸北境代牧区助理主教。1865年4月30日祝圣。1868年12月4日任直隸北境代牧区宗座代牧。1870年1月21日调任浙江代牧区宗座代牧，驻扎宁波。他在宁波修建了江北岸宁波圣母七苦主教座堂。1883年8月8日逝世，年58岁。